# Ruisseau de Gasques
Le ruisseau de Gasques est un ruisseau du sud de la France et un sous-affluent de la Garonne par la Barguelonne.

## Géographie
De 6,8 km de longueur, le ruisseau de Gasques prend sa source sous la commune de Castelsagrat, à la frontière entre les régions Occitanie et Nouvelle-Aquitaine sous le nom de ruisseau de Merle, et va se jeter dans la Barguelonne sur la commune de Goudourville à 4 km en amont de Valence-d'Agen au lieu-dit de « Lalande » sous le nom de ruisseau de Carretou.

## Départements et communes traversées
Tarn-et-Garonne : Gasques, Saint-Clair, Castelsagrat, Goudourville.

## Principaux affluents
- Ruisseau de Roquebiard : 3,1 km
- Ruisseau de Cancel : 2,7 km